# Поллок, Элиза
Элиза Поллок (англ. Eliza Pollock; 24 октября 1840, Гамильтон — 25 мая 1919, Вайоминг (Огайо), США) — американская лучница, дважды бронзовая призёрка летних Олимпийских игр 1904.
На Играх 1904 в Сент-Луисе Поллок участвовала во всех женских дисциплинах. Она стала чемпионкой в командном первенстве и выиграла две бронзовые награды в индивидуальных состязаниях.